# Светско првенство у хокеју на леду 1961.
Светско првенство у хокеју на леду 1961. било је 28. по реду такмичењу за наслов титуле светског првака у хокеју на леду одрганизовано под окриљем Светске хокејашке федерације (ИИХФ). Европске селекције уједно су се такмичиле и за титулу 39. првака Европе. Турнир се одржавао од 1−12. марта 1959. у Швајцарској. Утакмице су се играле на отвореним клизалиштима у Лозани и Женеви. Био је то шести пут да је Швајцарска организовала светско првенство у овом спорту.
На такмичењу је учествовало рекордних 20 репрезентација, а по први пут у историји светских првенстава екипе су биле подељене у три квалитетне дивизје. У елитној дивизији А учествовало је 8 екипа које су се бориле за титулу светског првака. Титулу светског првака, своју 19. по реду, освојила је селекција Канаде за коју су на овом првенству играли играчи аматерске екипе Трејл смоук итерси из града Трејла у Британској Колумбији. Сребрну медаљу освојила је селекција Чехословачке која је уједно освојила и десету по реду титулу првака Европе, док је бронзана медаља припала селекцији Совјетског Савеза.
Најефикаснији играч првенства био је нападач совјетског тима Борис Мајоров са учинком од 17 поена (7 голова и 10 асистенције). На укупно одиграних 28 утакмица постигнуто је 236 голова, или у просеку 8,43 голова по утакмици. Све утакмице у просеку је посматрало око 5.046 гледалаца (укупно 141.300 гледалаца).
У дивизији Ц дебитовала је селекција Јужноафричке Републике која је тако постала први афрички тим на светским првенствима у хокеју на леду.

## Учесници светског првенства
По први пут у историји на првенству је учествовало чак 20 репрезентације, међутим само њих 8 је имало прилику да се боре за титулу светског првака. Репрезентације су по први пут биле поделјене у три дивизије, а распоред дивизија одређен је на основу пласмана оствареног на светском првенству 1959. године. У елитној дивизији налазило се 8 екипа, а у преостале две се такмичило по 6 тимова.
| Дивизија А - Западна Немачка - Источна Немачка - Канада - Сједињене Државе - Совјетски Савез - Финска - Чехословачка - Шведска | Дивизија Б - Аустрија - Велика Британија - Италија - Норвешка - Пољска - Швајцарска | Дивизија Ц - Белгија - Југославија - Јужна Африка - Румунија - Француска - Холандија |

## Турнир дивизије А
Састав свих дивизија одређен је на основу пласмана који су екипе оствариле на СП 1959. године. Директан пласман у елитну дивизију остварило је 6 првопласираних екипа, док су тимови пласирани од 7. до 9. места и домаћин Швајцарска играли бараж мечеве за преостале две позиције (поражене екипе такмичење су наставиле у дивизији Б).
Квалификације дивизије А
| 1. март 1961. | Женева | Швајцарска      | 5 : 6 (пр) | Западна Немачка | 0:1, 1:3, 4:1; 0:1 |
| 2. март 1961. | Лозана | Источна Немачка | 6 : 3      | Норвешка        | 1:0, 1:1, 4:2      |

### Резултати и табела Дивизије А
| #  | Репрезентација   | Ут | П | Нер | И | ГД | ГП | ГР  | Бод |
| -- | ---------------- | -- | - | --- | - | -- | -- | --- | --- |
| 1. | Канада           | 7  | 6 | 1   | 0 | 45 | 11 | +34 | 13  |
| 2. | Чехословачка     | 7  | 6 | 1   | 0 | 33 | 9  | +24 | 13  |
| 3. | Совјетски Савез  | 7  | 5 | 0   | 2 | 51 | 20 | +31 | 10  |
| 4. | Шведска          | 7  | 4 | 0   | 3 | 33 | 27 | +6  | 8   |
| 5. | Источна Немачка  | 7  | 2 | 0   | 5 | 21 | 33 | -12 | 4   |
| 6. | Сједињене Државе | 7  | 1 | 1   | 5 | 24 | 43 | -19 | 3   |
| 7. | Финска           | 7  | 1 | 1   | 5 | 19 | 43 | -24 | 3   |
| 8. | Западна Немачка  | 7  | 0 | 2   | 5 | 10 | 50 | -40 | 2   |

| 2. март 1961.  | Женева | Канада           | 6 : 1  | Шведска          | 3:1, 0:0, 3:0     |
| 2. март 1961.  | Лозана | Чехословачка     | 6 : 0  | Финска           | 1:0, 0:0, 5:0     |
| 2. март 1961.  | Лозана | Совјетски Савез  | 13 : 2 | Сједињене Државе | 5:0, 5:0, 3:2     |
|                |        |                  |        |                  |                   |
| 4. март 1961.  | Женева | Чехословачка     | 4 : 1  | Сједињене Државе | 1:0, 1:0, 2:1     |
| 4. март 1961.  | Женева | Финска           | 6 : 4  | Источна Немачка  | 1:2, 3:1, 2:1     |
| 4. март 1961.  | Лозана | Канада           | 9 : 1  | Западна Немачка  | 1:1, 3:0, 5:0     |
| 4. март 1961.  | Лозана | Совјетски Савез  | 6 : 2  | Шведска          | 3:0, 2:0, 1:2     |
|                |        |                  |        |                  |                   |
| 5. март 1961.  | Женева | Канада           | 7 : 4  | Сједињене Државе | 4:2, 2:0, 1:2     |
| 5. март 1961.  | Женева | Чехословачка     | 6 : 0  | Западна Немачка  | 2:0, 0:0, 4:0     |
| 5. март 1961.  | Лозана | Шведска          | 3 : 2  | Источна Немачка  | 1:0, 1:2, 1:0     |
| 5. март 1961.  | Лозана | Совјетски Савез  | 7 : 3  | Финска           | 5:0, 0:0, 2:3     |
|                |        |                  |        |                  |                   |
| 7. март 1961.  | Женева | Шведска          | 6 : 4  | Финска           | 1:1, 2:2, 3:1     |
| 7. март 1961.  | Женева | Чехословачка     | 6 : 4  | Совјетски Савез  | 2:1, 2:2, 2:1     |
| 7. март 1961.  | Лозана | Сједињене Државе | 4 : 4  | Западна Немачка  | 3:1, 1:1, 0:2     |
| 7. март 1961.  | Лозана | Канада           | 5 : 2  | Источна Немачка  | 0:0, 0:0, 5:2     |
|                |        |                  |        |                  |                   |
| 8. март 1961.  | Женева | Шведска          | 12 : 1 | Западна Немачка  | 3:0, 3:1, 6:0     |
| 8. март 1961.  | Лозана | Источна Немачка  | 6 : 5  | Сједињене Државе | 2:2, 1:3, 3:0     |
|                |        |                  |        |                  |                   |
| 9. март 1961.  | Женева | Совјетски Савез  | 9 : 1  | Источна Немачка  | 6:0, 1:1, 2:0     |
| 9. март 1961.  | Женева | Финска           | 3 : 3  | Западна Немачка  | 1:0, 0:1, 2:2     |
| 9. март 1961.  | Лозана | Канада           | 1 : 1  | Чехословачка     | 0:1, 1:0, 0:0     |
|                |        |                  |        |                  |                   |
| 11. март 1961. | Женева | Чехословачка     | 5 : 1  | Источна Немачка  | 1:0, 2:1, 2:0     |
| 11. март 1961. | Лозана | Шведска          | 7 : 3  | Сједињене Државе | 1:2, 2:1, 4:0     |
| 11. март 1961. | Лозана | Совјетски Савез  | 11 : 1 | Западна Немачка  | 2:0, 4:1, 5:0     |
| 11. март 1961. | Лозана | Канада           | 12 : 1 | Финска           | 7:1, 1:0, 4:0     |
|                |        |                  |        |                  |                   |
| 12. март 1961. | Женева | Канада           | 5 : 1  | Совјетски Савез  | 1:0, 2:0, 2:1     |
| 12. март 1961. | Лозана | Чехословачка     | 5 : 2  | Шведска          | 3:1, 1:1, 1:0     |
| 12. март 1961. | Лозана | Сједињене Државе | 5 : 2  | Финска           | 1:0, 2:0, 2:2     |
| 12. март 1961. | Женева | Источна Немачка  | 5 : 0  | Западна Немачка  | службени резултат |

У последњем сусрету турнира између две Немачке, селекција Западне Немачке је из политичких разлога одбила да игра утакмицу против Источне Немачке због чега је сусрет регистрован службеним резултатом у корист Источних Немаца.

## Дивизија Б
Место у дивизији Б резервисано је за екипе које су на СП 1959. биле пласиране на 10. и 11. место, затим за два тима која су изгубила претквалификације за дивизију А, док су два преостала места заузели победници квалификационих дуела за попуну дивизије Б. У квалификацијама су играле селекције које су изразиле жељу за наступом у овој дивизији.
Квалификације дивизије А
| 2. март 1961. | Женева | Аустрија         | 6 : 5  | Румунија | 1:1, 4:3, 1:1 |
| 2. март 1961. | Женева | Велика Британија | 18 : 1 | Белгија  | 6:1, 6:0, 6:0 |

### Резултати и табела Дивизије Б
| #   | Репрезентација   | Ут | П | Нер | И | ГД | ГП | ГР  | Бод |
| --- | ---------------- | -- | - | --- | - | -- | -- | --- | --- |
| 9.  | Норвешка         | 5  | 4 | 0   | 1 | 27 | 9  | +18 | 8   |
| 10. | Велика Британија | 5  | 3 | 2   | 0 | 21 | 11 | +10 | 8   |
| 11. | Швајцарска       | 5  | 2 | 1   | 2 | 17 | 15 | +2  | 5   |
| 12. | Италија          | 5  | 2 | 1   | 2 | 19 | 20 | -1  | 5   |
| 13. | Пољска           | 5  | 1 | 0   | 4 | 13 | 17 | -4  | 2   |
| 14. | Аустрија         | 5  | 1 | 0   | 4 | 10 | 35 | -25 | 2   |

| 3. март 1961.  | Женева | Швајцарска       | 0 : 6  | Норвешка         | 0:3, 0:3, 0:0 |
| 3. март 1961.  | Лозана | Велика Британија | 10 : 2 | Аустрија         | 3:0, 5:1, 2:1 |
| 3. март 1961.  | Лозана | Италија          | 5 : 3  | Пољска           | 0:2, 2:1, 3:0 |
|                |        |                  |        |                  |               |
| 5. март 1961.  | Женева | Италија          | 7 : 2  | Аустрија         | 0:0, 2:2, 5:0 |
|                |        |                  |        |                  |               |
| 6. март 1961.  | Женева | Норвешка         | 5 : 3  | Пољска           | 2:1, 2:1, 1:1 |
| 6. март 1961.  | Женева | Италија          | 3 : 3  | Велика Британија | 2:3, 0:0, 1:0 |
| 6. март 1961.  | Лозана | Швајцарска       | 9 : 1  | Аустрија         | 5:0, 2:0, 2:1 |
|                |        |                  |        |                  |               |
| 7. март 1961.  | Лозана | Швајцарска       | 1 : 3  | Пољска           | 1:1, 0:0, 0:2 |
|                |        |                  |        |                  |               |
| 9. март 1961.  | Женева | Велика Британија | 3 : 2  | Пољска           | 1:1, 1:0, 1:1 |
| 9. март 1961.  | Лозана | Норвешка         | 7 : 2  | Аустрија         | 2:0, 1:2, 4:0 |
|                |        |                  |        |                  |               |
| 10. март 1961. | Женева | Аустрија         | 3 : 2  | Пољска           | 0:0, 0:1, 3:1 |
| 10. март 1961. | Лозана | Норвешка         | 7 : 1  | Италија          | 3:0, 1:1, 3:0 |
| 10. март 1961. | Лозана | Швајцарска       | 2 : 2  | Велика Британија | 0:0, 1:1, 1:1 |
|                |        |                  |        |                  |               |
| 11. март 1961. | Женева | Швајцарска       | 5 : 3  | Италија          | 1:1, 2:1, 2:1 |
|                |        |                  |        |                  |               |
| 12. март 1961. | Лозана | Велика Британија | 3 : 2  | Норвешка         | 1:2, 1:0, 1:0 |

## Дивизија Ц
У дивизији Ц такође се налазило 6 репрезентација, а по први пут је на светским првенствима заиграла репрезентација Јужноафричке Републике.
| #   | Репрезентација | Ут | П | Нер | И | ГД | ГП | ГР  | Бод |
| --- | -------------- | -- | - | --- | - | -- | -- | --- | --- |
| 15. | Румунија       | 5  | 5 | 0   | 0 | 69 | 5  | +54 | 10  |
| 16. | Француска      | 5  | 4 | 0   | 1 | 34 | 16 | +18 | 8   |
| 17. | Југославија    | 5  | 3 | 0   | 2 | 34 | 22 | +12 | 6   |
| 18. | Холандија      | 5  | 2 | 0   | 3 | 18 | 36 | -18 | 4   |
| 19. | Јужна Африка   | 5  | 1 | 0   | 4 | 18 | 47 | -29 | 2   |
| 20. | Белгија        | 5  | 0 | 0   | 5 | 9  | 56 | -47 | 0   |

| 3. март 1961.  | Женева | Француска    | 7 : 3  | Холандија    | 1:1, 4:0, 2:2  |
| 3. март 1961.  | Женева | Румунија     | 22 : 1 | Белгија      | 7:1, 10:0, 5:0 |
| 3. март 1961.  | Лозана | Југославија  | 12 : 3 | Јужна Африка | 4:0, 3:1, 5:2  |
|                |        |              |        |              |                |
| 4. март 1961.  | Женева | Југославија  | 9 : 2  | Холандија    | 4:0, 3:2, 2:0  |
|                |        |              |        |              |                |
| 5. март 1961.  | Лозана | Румунија     | 14 : 0 | Јужна Африка | 5:0, 5:0, 4:0  |
|                |        |              |        |              |                |
| 6. март 1961.  | Женева | Холандија    | 8 : 4  | Јужна Африка | 2:1, 1:1, 5:2  |
| 6. март 1961.  | Лозана | Француска    | 10 : 0 | Белгија      | 2:0, 4:0, 4:0  |
| 6. март 1961.  | Лозана | Румунија     | 12 : 1 | Југославија  | 2:0, 4:1, 6:0  |
|                |        |              |        |              |                |
| 7. март 1961.  | Женева | Француска    | 11 : 2 | Јужна Африка | 2:1, 3:0, 6:1  |
|                |        |              |        |              |                |
| 8. март 1961.  | Женева | Југославија  | 10 : 2 | Белгија      | 2:0, 5:1, 3:1  |
| 8. март 1961.  | Лозана | Румунија     | 12 : 0 | Холандија    | 4:0, 4:0, 4:0  |
|                |        |              |        |              |                |
| 9. март 1961.  | Лозана | Француска    | 3 : 2  | Југославија  | 1:0, 0:1, 2:1  |
|                |        |              |        |              |                |
| 10. март 1961. | Женева | Румунија     | 9 : 3  | Француска    | 3:1, 1:1, 5:1  |
| 10. март 1961. | Лозана | Холандија    | 5 : 4  | Белгија      | 2:0, 1:1, 2:3  |
|                |        |              |        |              |                |
| 11. март 1961. | Лозана | Јужна Африка | 9 : 2  | Белгија      | 0:2, 5:0, 4:0  |

## Појединачна признања у елитној дивизији
| - Одлуком директората турнира за најбоље појединце проглашени су: - Најбољи голман: Сет Мартин - Најбољи одбрамбени играча: Иван Трегубов - Најбољи нападач: Властимил Бубњик | Према избору медија идеална постава турнира је: - Голман: Сет Мартин - Одбрана: Дерил Слај / Хери Смит - Напад: Мишел Легас/ Борис Мајоров/ Мирослав Влах |

## Титуле
| Победник Светског првенства 1961. |
| Канада 19. титула                 |

| Победник Европског првенства 1959. |
| Чехословачка 10. титула            |